# Кордон (Чувашінська сільрада)
Кордон (рос. Кордон) — селище у Сєверному районі Новосибірської області Російської Федерації.
Входить до складу муніципального утворення Чувашінська сільрада. Населення становить 408 осіб (2010).

## Історія
Згідно із законом від 2 червня 2004 року органом місцевого самоврядування є Чувашінська сільрада.

## Населення
| 2002 | 2007 | 2010 |
| ---- | ---- | ---- |
| 437  | ↗446 | ↘408 |